# Eugène de Lamerlière
Eugène de Lamerlière, né Hugues Marie Humbert Bocon Lamerlière à Saint-Marcellin (Isère) le 5 janvier 1797 et décédé entre 1845 et 1867, est un dramaturge et un écrivain français.

## Biographie
Issue d'une famille de la noblesse du Dauphiné, dont il est le dernier représentant, il fait des études de droit à Grenoble, puis s'engage dans l'armée (1812). De 1814 à 1817, il fait partie de la maison militaire de Louis XVIII
En 1819, il s'installe à Paris et devient un ami de Charles Nodier qui l'introduit dans le milieu littéraire. Il débute ainsi en littérature en 1821 avec un roman sentimental, Souvenirs de madame Jenny L..
Le succès obtenu avec certaines de ses pièces jouées à Paris lui permettent d'aller fonder à Lyon un centre de représentation dramatique (1824). Il y fait représenter une cinquantaine de pièces (drames, comédies et vaudevilles), dont très peu ont été publiées.
En 1832, il fonde la Revue littéraire Le Papillon qu'il vend quelques mois plus tard à Léon Boitel. En 1836, il achète le journal Le Commerce et en sera le rédacteur jusqu'en 1844.
En 1841, il s'installe en Algérie à Blidah puis revient en France à Marseille où il se marie le 31 décembre 1845 avec Blanche de l'Hôpital, une rentière de 31 ans originaire de Lyon. 
Aucune trace de lui ne se retrouve après cette dernière date.

## Œuvres
On lui doit quelques pièces jouées à Lyon et à Paris (Théâtre des Variétés) pour la plupart tombées aujourd'hui dans l'oubli.
- Le Comédien de Paris ou Assaut de travestissements, vaudeville en 1 acte, avec Armand d'Artois, 1822
- L'Amateur à la porte, ou la Place du Louvre, vaudeville en 1 acte, avec Édouard-Joseph-Ennemond Mazères, 1822
- Le Matin et le soir, ou la Fiancée et la mariée, comédie en 2 actes, mêlée de couplets, avec Armand d'Artois et René-André-Polydore Alissan de Chazet, 1822
- Stanislas, ou la Sœur de Christine, vaudeville en 1 acte, avec Emmanuel Théaulon, 1823
- Le Monstre, 1824
- Le Damné, 1824
- L'Actrice chez elle, ou C'est ma femme, comédie-vaudeville en 1 acte, 1825
- Sainte-Périne, ou l'Asile des vieillards, tableau-vaudeville en 1 acte, avec Théaulon et Armand Joseph Overnay, 1827
- L'Amoureux de sa tante, ou Une heure de jalousie, vaudeville en 2 actes, 1828
- Le Départ pour la Grèce, ou l'Expédition de la Morée, à-propos-vaudeville en 1 acte, avec A.-Sébastien Kauffmann, 1828
- Les Martyrs lyonnais, ou la Ligue de 1829, à-propos en vers, 1829
- Napoléon, ou la Vie d'un grand homme, drame contemporain en 3 actes et en 10 tableaux, 1830
- Laurette, ou 3 mois à Paris, comédie-vaudeville en 3 actes et en 3 époques, avec Charles-Joseph Chambet, 1830
- Le Drapeau tricolore, ou Trois journées de 1830, à propos patriotique en 3 tableaux, mêlé de couplets et à grand spectacle, 1830
- La Lyonnaise, chanson, 1830
- L'Ile de Scio, ou la Délivrance de la Grèce, ballet héroïque en 3 actes, 1831
- Poleska, sœur de Christine, vaudeville en un acte, avec Théaulon, 1835
- Sous Constantine, à-propos-vaudeville en 1 acte, mêlé de couplets, avec Joachim Duflot, 1837
- Les Giboulées de mars, poisson d'avril en 11 morceaux, avec Charles Labie, 1837
- Mazagran, ou les 123, à-propos militaire en trois parties, avec Duflot, 1840
- Lyon en 1840, récit des inondations qui ont frappé cette ville et le département du Rhône, 1840
- Le Sourd, ou l'Auberge pleine, comédie en 1 acte, avec Desgroseillez, Pierre-Jean-Baptiste Choudard-Desforges et Charles-Gaspard Delestre-Poirson, 1856
- Adieux à Paris et autres opuscules